# Pegagan Julu IX
Pegagan Julu IX is een bestuurslaag in het regentschap Dairi van de provincie Noord-Sumatra, Indonesië. Pegagan Julu IX telt 2016 inwoners (volkstelling 2010).